# Österå
Österå är en tidigare småort i Falu kommun belägen i Stora Kopparbergs socken vid Rogsåns utlopp i norra änden av sjön Varpan. 2015 ingick området i Falu tätort,, för att 2018 bli en del av Österå och Hökviken.
Byn hade tidigare flera kopparhyttor och ingår i världsarvet Falun och Kopparbergslagen. 

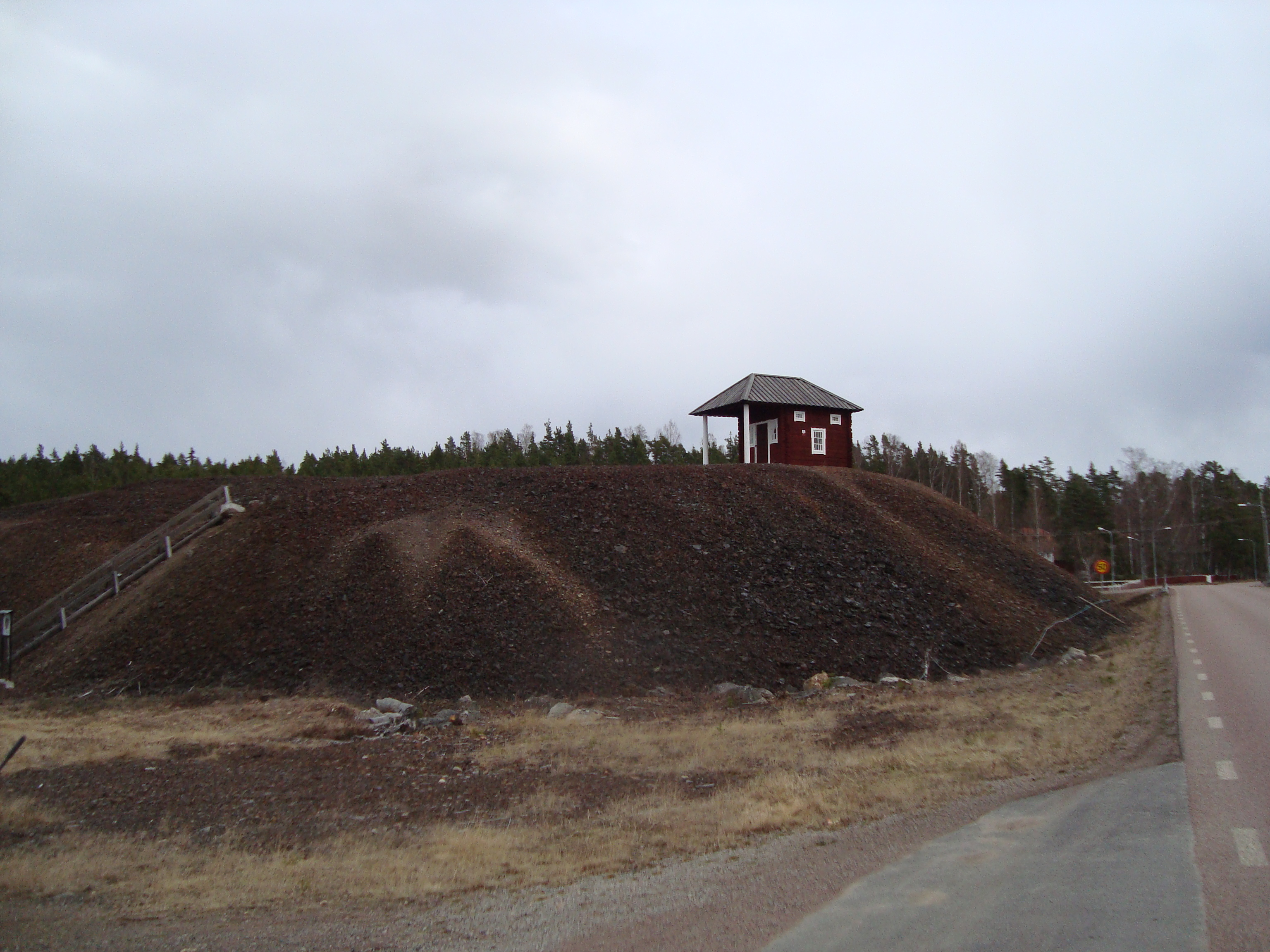
Slagghög i Österå
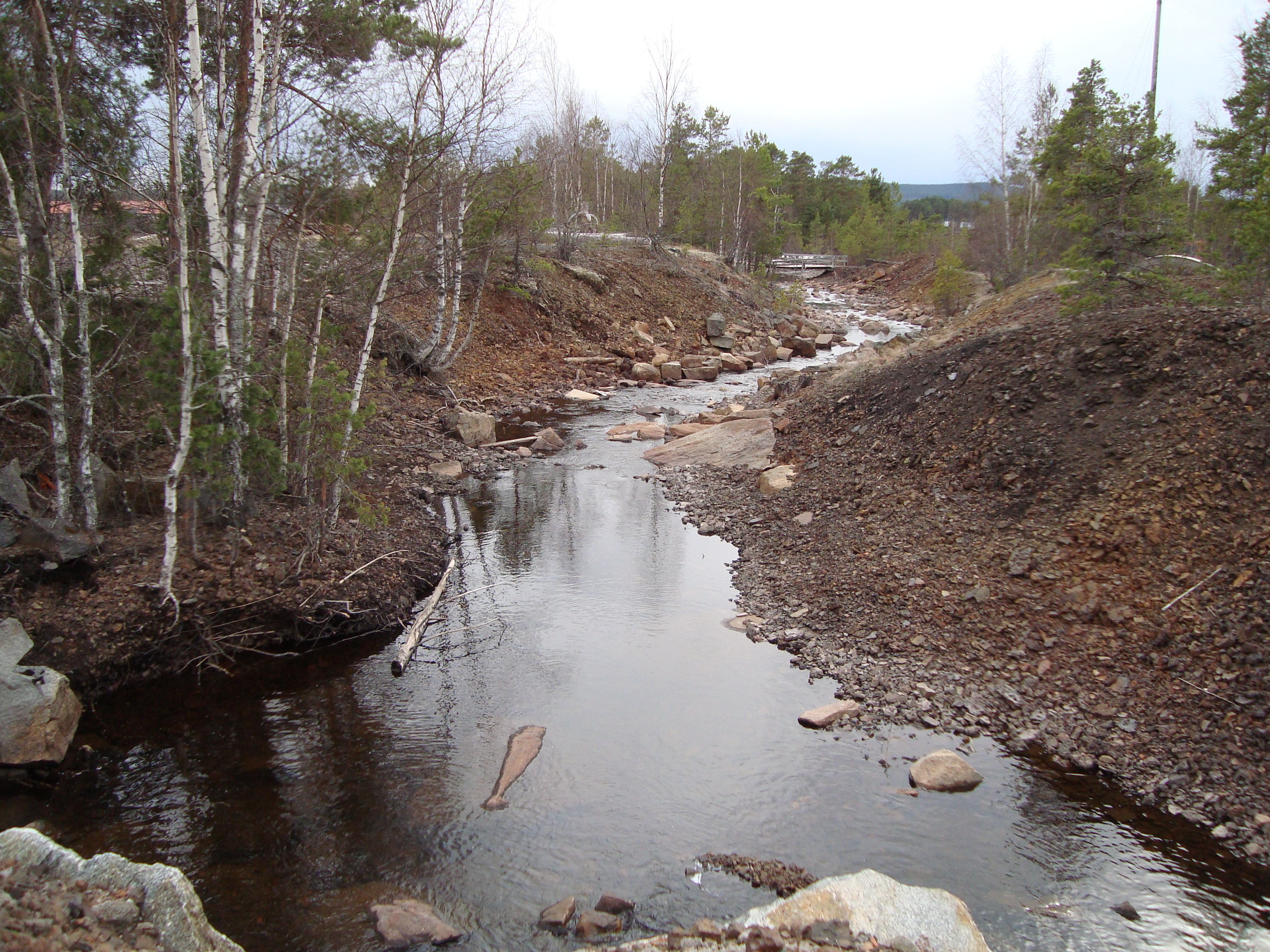
Rogsån
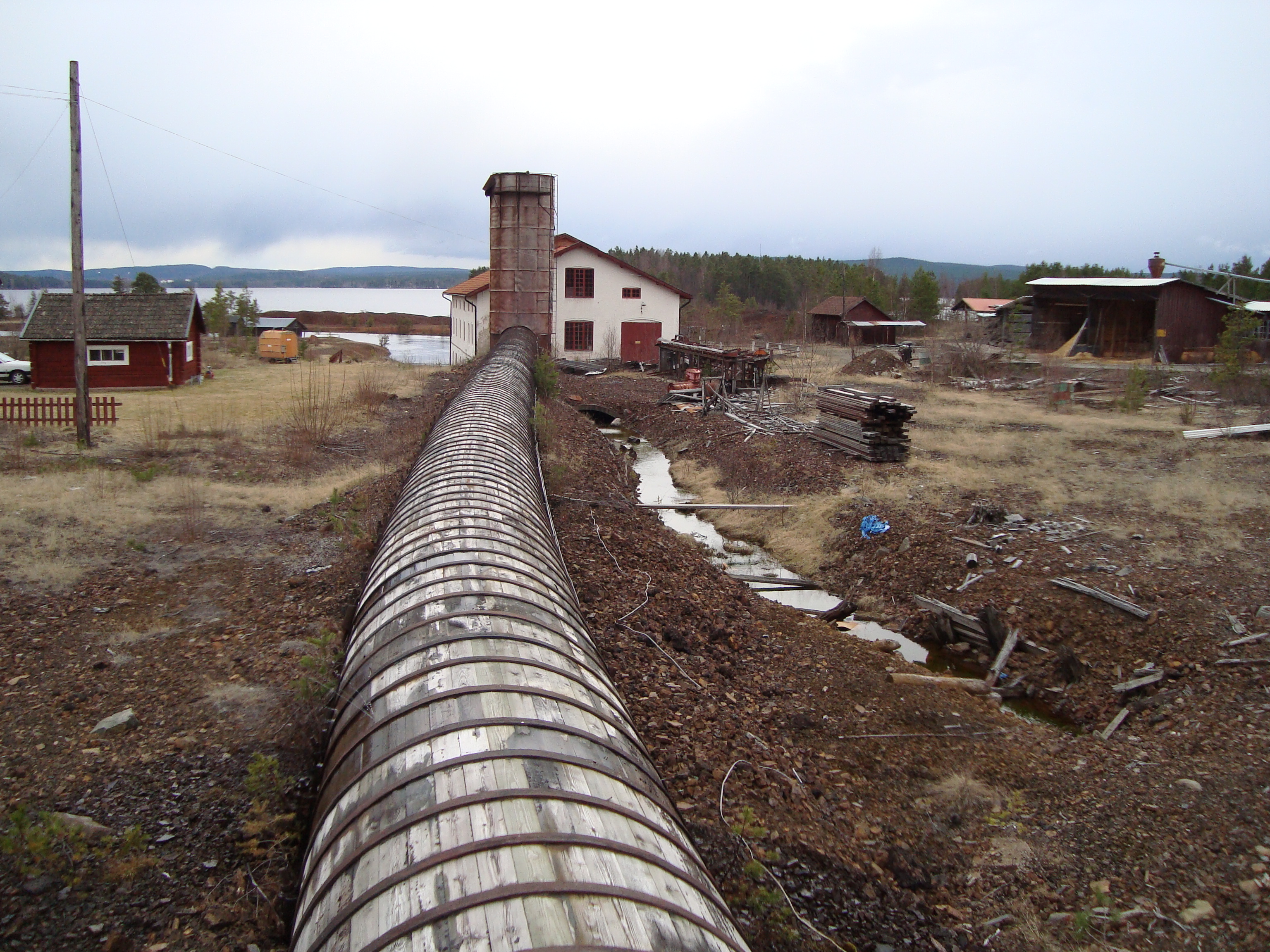
Österå kraftstation
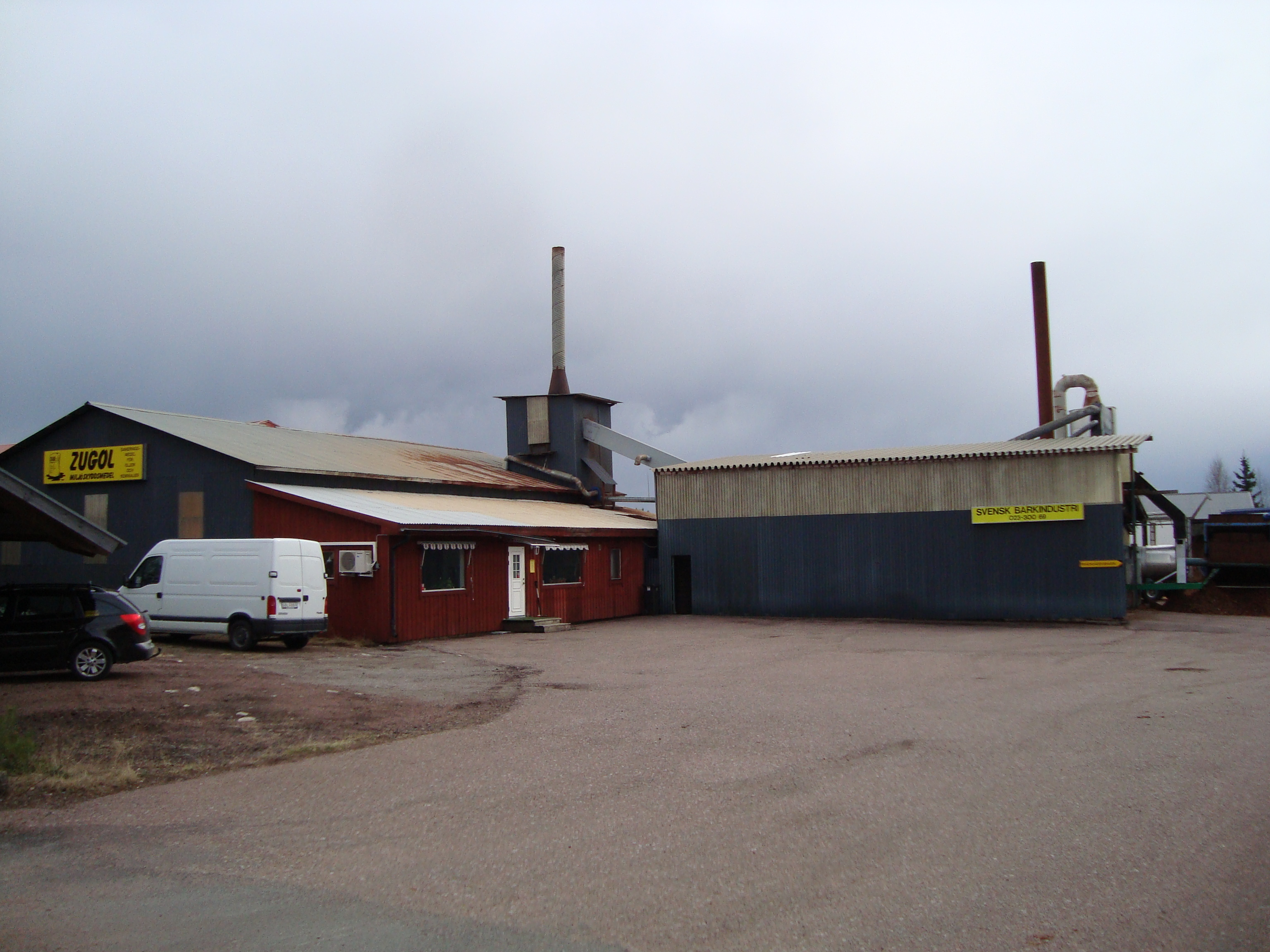
Zugol
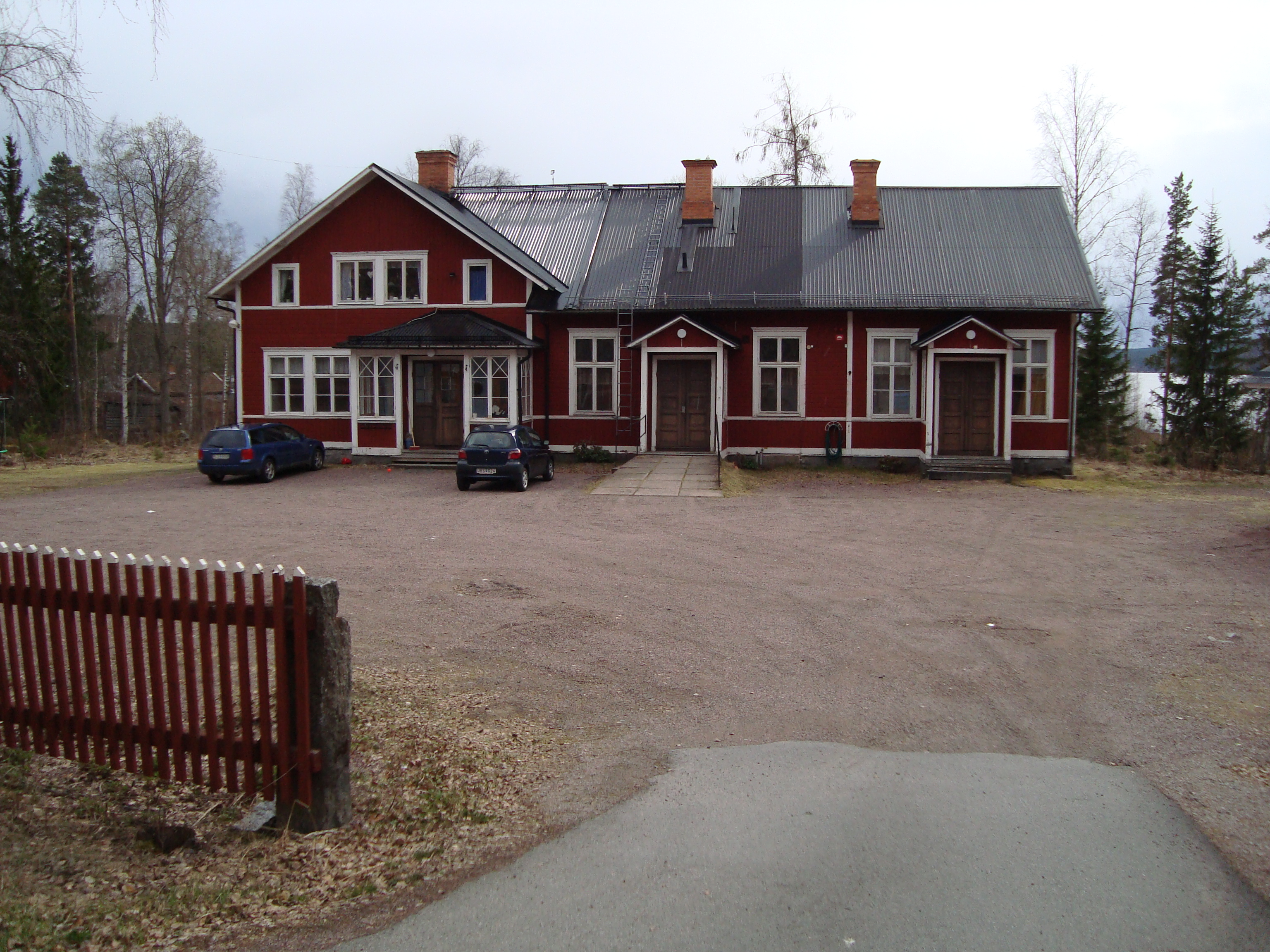
Österå bystuga